# 金仕奫
金仕奫（1994年6月8日—），原名金正彬（韓語：김정빈），是韓國的棒球選手，曾效力於韓國職棒SSG登陸者隊，目前效力於韓國職棒起亞虎隊，守備位置為投手。

## 生平
高中就讀全羅南道的和順高等學校，最快球速142公里，曾在高中時投出無安打比賽。
2013年，於韓國職棒選秀會被SK飛龍隊（SSG登陸者隊前身）以第三輪選中，因而開啟職棒生涯。
2015年，在二軍出賽30場比賽，3勝4敗，防禦率6.78。同年也有入選二軍明星賽，但沒有一軍出賽機會。
2017年，於7月7日升上一軍，是生涯首度升上一軍，並在7月12日對上LG雙子隊的比賽初登板，後援1局失1分。該年總計僅2場一軍出賽，防禦率9.00，其中有4個四壞球，控球不盡理想。不過在10月時入選亞洲棒球錦標賽，並獲得季軍。
2018年，加入尚武鳳凰隊，正式入伍服役。
2019年9月17日，退伍回歸SK飛龍隊。
2020年，控球獲得改善，成為SK飛龍隊的主力後援投手，更和徐真勇及河載勳成為「勝利組牛棚」。賽季初曾締造連續22局無失分的記錄，但6月後表現卻下滑，使得他雖然在該年出賽57場比賽，有10次中繼成功的成績，但防禦率卻達到5.13。
2021年，教練團有意將他轉為先發投手，不過由於續航力以及控球等問題一一浮現，因此只在一軍出賽6場比賽，皆為先發出賽，最長投球局數為6月20日的4局。9月12日下二軍後便轉回後援投手。
2022年，於5月9日和隊友林錫進被交易至起亞虎隊，SSG登陸者隊則獲得捕手金珉植。被交易後，隨即在5月13日升上一軍，也是該季首度升上一軍，總計出賽31場比賽，3勝0敗，有2次中繼成功，防禦率7.00。
2023年，金正彬將姓名更改為「金仕奫」，背號也改成在SSG時期所穿的「21」號。雖然賽季前半段於二軍的防禦率僅2.70，不過沒有獲得升上一軍的機會，6月接受左肘手術，賽季宣告報銷。

## 職棒生涯成績
| 年度 | 球隊      | 出賽 | 先發 | 勝投 | 敗投 | 中繼 | 救援 | 完投 | 完封 | 三振 | 四壞 | 責失 | 投球局數 | 自責分率 | 被上壘率 |
| ---- | --------- | ---- | ---- | ---- | ---- | ---- | ---- | ---- | ---- | ---- | ---- | ---- | -------- | -------- | -------- |
| 2017 | SK飛龍    | 2    | 0    | 0    | 0    | 0    | 0    | 0    | 0    | 3    | 4    | 3    | 3.0      | 9.00     | 2.00     |
| 2020 | SK飛龍    | 57   | 0    | 1    | 1    | 10   | 1    | 0    | 0    | 42   | 45   | 27   | 47.1     | 5.13     | 1.73     |
| 2021 | SSG登陸者 | 6    | 6    | 0    | 1    | 0    | 0    | 0    | 0    | 21   | 20   | 19   | 17.1     | 9.87     | 2.31     |
| 2022 | 起亞虎    | 31   | 0    | 3    | 0    | 2    | 0    | 0    | 0    | 23   | 24   | 21   | 27.0     | 7.00     | 1.74     |
| 2024 | 起亞虎    | 23   | 2    | 0    | 1    | 0    | 1    | 0    | 0    | 36   | 25   | 19   | 37.0     | 4.62     | 1.76     |
| 合計 | 5年       | 119  | 8    | 4    | 3    | 12   | 2    | 0    | 0    | 125  | 118  | 89   | 131.2    | 6.08     | 1.82     |

## 外部連結
- 金正彬在韓國職棒（投手）（英语）
- 金正彬在Baseball-Reference.com（小聯盟以及海外聯盟）（英语）